# Municipio de Perry (condado de Jackson)
El municipio de Perry (en inglés: Perry Township) es un municipio ubicado en el condado de Jackson en el estado estadounidense de Iowa. En el año 2010 tenía una población de 768 habitantes y una densidad poblacional de 8,23 personas por km².

## Geografía
El municipio de Perry se encuentra ubicado en las coordenadas 42°9′51″N 90°36′28″O / 42.16417, -90.60778. Según la Oficina del Censo de los Estados Unidos, el municipio tiene una superficie total de 93.33 km², de la cual 93,33 km² corresponden a tierra firme y (0 %) 0 km² es agua.

## Demografía
Según el censo de 2010, había 768 personas residiendo en el municipio de Perry. La densidad de población era de 8,23 hab./km². De los 768 habitantes, el municipio de Perry estaba compuesto por el 99,09 % blancos, el 0,26 % eran afroamericanos, el 0,13 % eran amerindios y el 0,52 % eran de una mezcla de razas. Del total de la población el 0,26 % eran hispanos o latinos de cualquier raza.